# 지구의 바다 목록

국제 수로 기구가 정의한 연해

이 문서는 세계 대양의 바다 목록이며, 연해, 수역, 다양한 만, 사행만, 만, 해협을 포함한다. 많은 경우 수역을 바다 또는 만 등으로 명명하는 것은 전통에 따른 것이므로, 이러한 모든 유형이 여기에 나열된다. 세계 대양의 구분이 아닌 "바다"로 불리는 실체는 이 목록에 포함되지 않으며, 환류도 포함되지 않는다.

## 용어
- 대양(Ocean) – 세계 대양에서 "대양"이라는 이름이 붙은 4~7개의 가장 큰 수역 (자세한 내용은 대양의 경계 참조).
- 바다(Sea)는 여러 가지 정의를 가지고 있다:[a]
  - 지형,[6] 해류(예: 사르가소해), 특정 위도 및 경도 경계로 구분된 대양의 한 부분. 여기에는 연해가 포함되지만 이에 국한되지 않으며, 이것이 이 목록에 포함되는 정의이다.
  - 연해(marginal sea)는 섬, 군도, 반도에 의해 부분적으로 둘러싸여 있거나, 표면에서 외양으로 넓게 열려 있거나, 해저의 산맥으로 경계 지어진 대양의 한 부분이다.[7]
  - 세계 대양. 예를 들어, 해양법에 관한 유엔 협약은 세계 대양 전체가 "바다"라고 명시한다.[8][9][b] 그리고 이것은 "바다"의 일반적인 용례이기도 하다.
  - 호수를 포함하여 이름에 "바다"가 들어간 모든 큰 수역.
- 강 – 육지 위로 높은 곳에서 낮은 곳으로 흐르는 좁은 수역
- 지류 – 더 큰 강으로 흘러드는 작은 강
- 어귀 – 강이 바다나 대양으로 흘러드는 부분
- 해협 – 두 넓은 수역을 연결하는 좁은 수역, 때로는 수로(passage)라고도 불린다.
- 수로 – 일반적으로 해협보다 넓다.
- 수로(Passage) – 섬들 사이의 물을 연결하며, 때로는 해협이라고도 불린다.
- 운하 – 인공 수로
- 피오르 – 섬들 사이에 있는 넓은 개방 수역

육지의 굴곡으로 인해 형성된 바다의 돌출부에 사용되는 몇 가지 용어가 있으며, 정의가 중복되고 일관되게 구분되지 않는다.
- 만(Bay) – 일반적인 용어; 이름에 "만"이 들어간 대부분의 지형은 작지만, 일부는 매우 크다.
- 만(Gulf) – 매우 큰 만으로, 종종 대양이나 바다의 최상위 구분이다.
- 피오르 – 가파른 경사를 가진 긴 만으로, 일반적으로 빙하에 의해 형성된다.
- 만곡부 – 일반적으로 음향수(sound)보다 얕은 만
- 내만(Sound) – 일반적으로 사행만보다 깊은 크고 넓은 만, 또는 해협
- 소만 – 비교적 좁은 입구를 가진 작고, 일반적으로 보호되는 만
- 후미 – 육지 반도와 유사하지만 바다와 접해 있는 좁고 긴 만
- 폴리냐 – 이 용어 중 가장 적게 사용되며, 얼음으로 둘러싸인 물 웅덩이

많은 지형들이 이들 중 하나 이상으로 간주될 수 있으며, 이러한 모든 용어는 지명에서 일관성 없이 사용된다. 특히 만, 만, 사행만은 매우 크거나 매우 작을 수 있다. 이 목록에는 이름에 사용된 용어와 관계없이 넓은 수역이 포함된다.

## 면적별 최대 바다
면적 기준 육상 바다 중 가장 큰 바다들은 내림차순으로 다음과 같다.
1. 필리핀해 – 5.695백만 제곱킬로미터 (2.199×106 mi2)
2. 산호해 – 4.791백만 제곱킬로미터 (1.850×106 mi2)
3. 미국 지중해 – 4.200백만 제곱킬로미터 (1.622×106 mi2)
4. 아라비아해 – 3.862백만 제곱킬로미터 (1.491×106 mi2)
5. 사르가소해 – 3.5백만 제곱킬로미터 (1.4×106 mi2)
6. 남중국해 – 3.5백만 제곱킬로미터 (1.4×106 mi2)
7. 웨들해 – 2.8백만 제곱킬로미터 (1.1×106 mi2)
8. 카리브해 – 2.754백만 제곱킬로미터 (1.063×106 mi2)
9. 지중해 – 2.510백만 제곱킬로미터 (0.969×106 mi2)
10. 기니만 – 2.35백만 제곱킬로미터 (0.91×106 mi2)
11. 태즈먼해 – 2.3백만 제곱킬로미터 (0.89×106 mi2)
12. 벵골만 – 2.172백만 제곱킬로미터 (0.839×106 mi2)
13. 베링해 – 2백만 제곱킬로미터 (0.77×106 mi2)
14. 오호츠크해 – 1.583백만 제곱킬로미터 (0.611×106 mi2)
15. 멕시코만 – 1.550백만 제곱킬로미터 (0.598×106 mi2)
16. 알래스카만 – 1.533백만 제곱킬로미터 (0.592×106 mi2)
17. 바렌츠해 – 1.4백만 제곱킬로미터 (0.54×106 mi2)
18. 노르웨이해 – 1.383백만 제곱킬로미터 (0.534×106 mi2)
19. 동중국해 – 1.249백만 제곱킬로미터 (0.482×106 mi2)
20. 허드슨만 – 1.23백만 제곱킬로미터 (0.47×106 mi2)
21. 그린란드해 – 1.205백만 제곱킬로미터 (0.465×106 mi2)
22. 소모프해 – 1.15백만 제곱킬로미터 (0.44×106 mi2)
23. 그라우해 – 1.14백만 제곱킬로미터 (0.44×106 mi2)
24. 리저-라르센해 – 1.138백만 제곱킬로미터 (0.439×106 mi2)
25. 동해 – 1.05백만 제곱킬로미터 (0.41×106 mi2)
26. 아르헨티나해 – 1백만 제곱킬로미터 (0.39×106 mi2)
27. 동시베리아해 – 987,000 제곱킬로미터 (381,000 mi2)
28. 라자레프해 – 929,000 제곱킬로미터 (359,000 mi2)
29. 카라해 – 926,000 제곱킬로미터 (358,000 mi2)
30. 스코샤해 – 900,000 제곱킬로미터 (350,000 mi2)
31. 래브라도해 – 841,000 제곱킬로미터 (325,000 mi2)
32. 안다만해 – 797,700 제곱킬로미터 (308,000 mi2)
33. 라카디브해 – 786,000 제곱킬로미터 (303,000 mi2)
34. 이르밍거해 – 780,000 제곱킬로미터 (300,000 mi2)
35. 솔로몬해 – 720,000 제곱킬로미터 (280,000 mi2)
36. 모잠비크 해협 – 700,000 제곱킬로미터 (270,000 mi2)
37. 코스모노츠해 – 699,000 제곱킬로미터 (270,000 mi2)
38. 반다해 – 695,000 제곱킬로미터 (268,000 mi2)
39. 배핀만 – 689,000 제곱킬로미터 (266,000 mi2)
40. 랍테프해 – 662,000 제곱킬로미터 (256,000 mi2)
41. 아라푸라해 – 650,000 제곱킬로미터 (250,000 mi2)
42. 로스해 – 637,000 제곱킬로미터 (246,000 mi2)
43. 축치해 – 620,000 제곱킬로미터 (240,000 mi2)
44. 티모르해 – 610,000 제곱킬로미터 (240,000 mi2)
45. 북해 – 575,000 제곱킬로미터 (222,000 mi2)
46. 벨링스하우젠해 – 487,000 제곱킬로미터 (188,000 mi2)
47. 보퍼트해 – 476,000 제곱킬로미터 (184,000 mi2)
48. 홍해 – 438,000 제곱킬로미터 (169,000 mi2)
49. 흑해 – 436,000 제곱킬로미터 (168,000 mi2)
50. 아덴만 – 410,000 제곱킬로미터 (160,000 mi2)
51. 황해 – 380,000 제곱킬로미터 (150,000 mi2)
52. 발트해 – 377,000 제곱킬로미터 (146,000 mi2)
53. 카스피해 – 371,000 제곱킬로미터 (143,000 mi2)
54. 리비아해 – 350,000 제곱킬로미터 (140,000 mi2)
55. 모슨해 – 333,000 제곱킬로미터 (129,000 mi2)
56. 레반트해 – 320,000 제곱킬로미터 (120,000 mi2)
57. 자와해 – 320,000 제곱킬로미터 (120,000 mi2)
58. 타이만 – 304,000 제곱킬로미터 (117,000 mi2)
59. 켈트해 – 300,000 제곱킬로미터 (120,000 mi2)
60. 카펀테리아만 – 300,000 제곱킬로미터 (120,000 mi2)
61. 술라웨시해 – 280,000 제곱킬로미터 (110,000 mi2)
62. 티레니아해 – 275,000 제곱킬로미터 (106,000 mi2)
63. 술루해 – 260,000 제곱킬로미터 (100,000 mi2)
64. 쿠퍼레이션해 – 258,000 제곱킬로미터 (100,000 mi2)
65. 페르시아만 – 251,000 제곱킬로미터 (97,000 mi2)
66. 플로레스해 – 240,000 제곱킬로미터 (93,000 mi2)
67. 세인트로렌스만 – 226,000 제곱킬로미터 (87,000 mi2)
68. 비스케이만 – 223,000 제곱킬로미터 (86,000 mi2)
69. 에게해 – 214,000 제곱킬로미터 (83,000 mi2)
70. 아나디르만 – 200,000 제곱킬로미터 (77,000 mi2)
71. 말루쿠해 – 200,000 제곱킬로미터 (77,000 mi2)
72. 오만해 – 181,000 제곱킬로미터 (70,000 mi2)
73. 이오니아해 – 169,000 제곱킬로미터 (65,000 mi2)
74. 칼리포르니아만 – 160,000 제곱킬로미터 (62,000 mi2)
75. 발레아레스해 – 150,000 제곱킬로미터 (58,000 mi2)
76. 아드리아해 – 138,000 제곱킬로미터 (53,000 mi2)

## 대양별 연해
바다는 대양과 육지 사이의 연해로 간주되거나, 대양 사이에서 한쪽 대양의 연해로 취급될 수 있다. 이 문제에 대한 단일한 최종적인 권위는 없다.

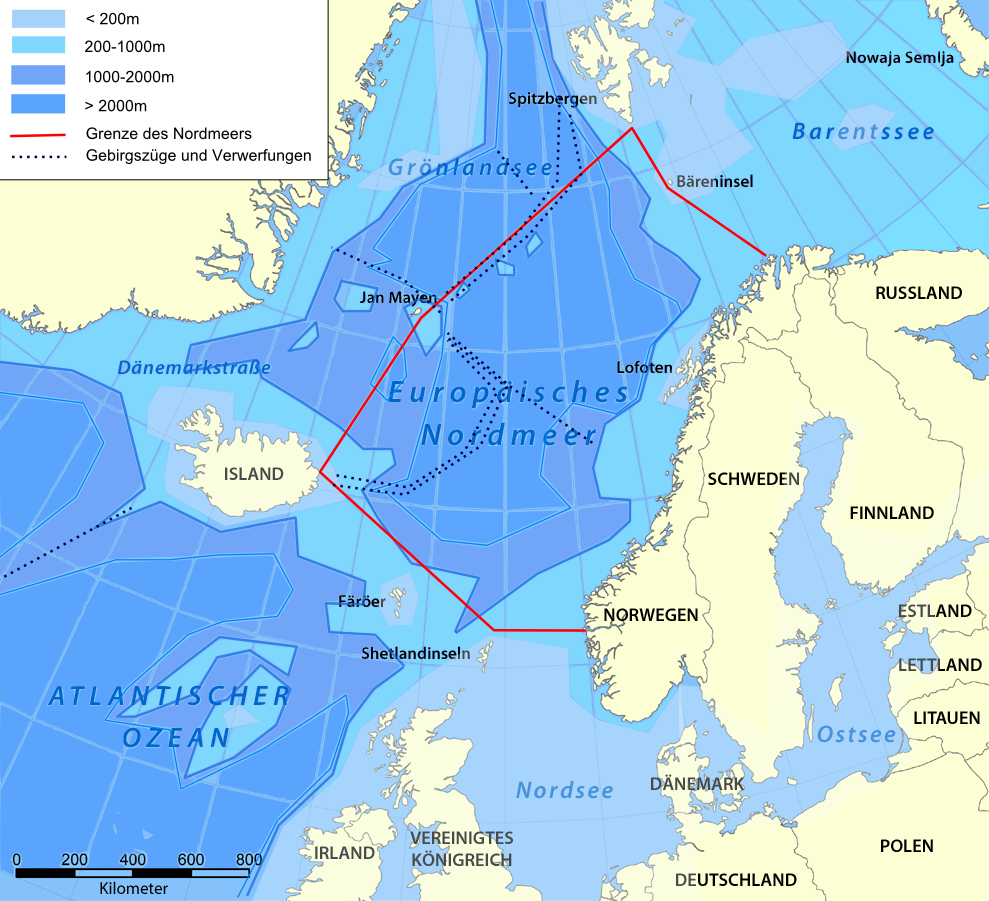
노르웨이해

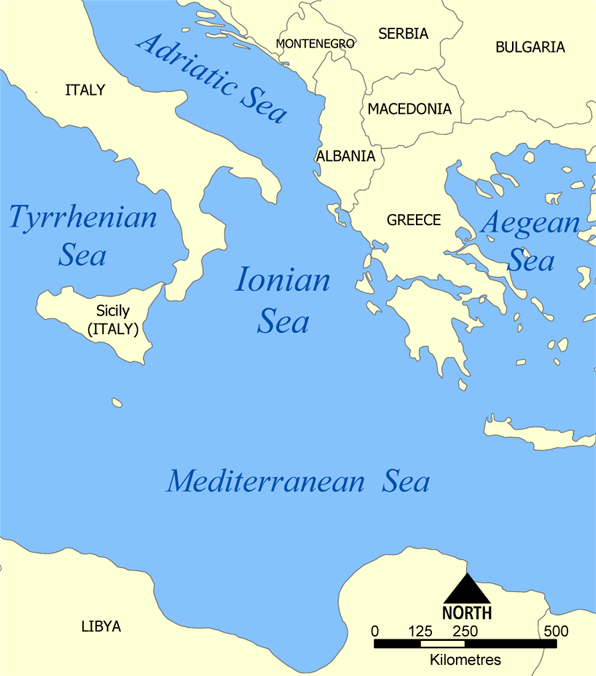
에게해, 아드리아해, 이오니아해, 티레니아해는 모두 지중해 내의 연해이다.

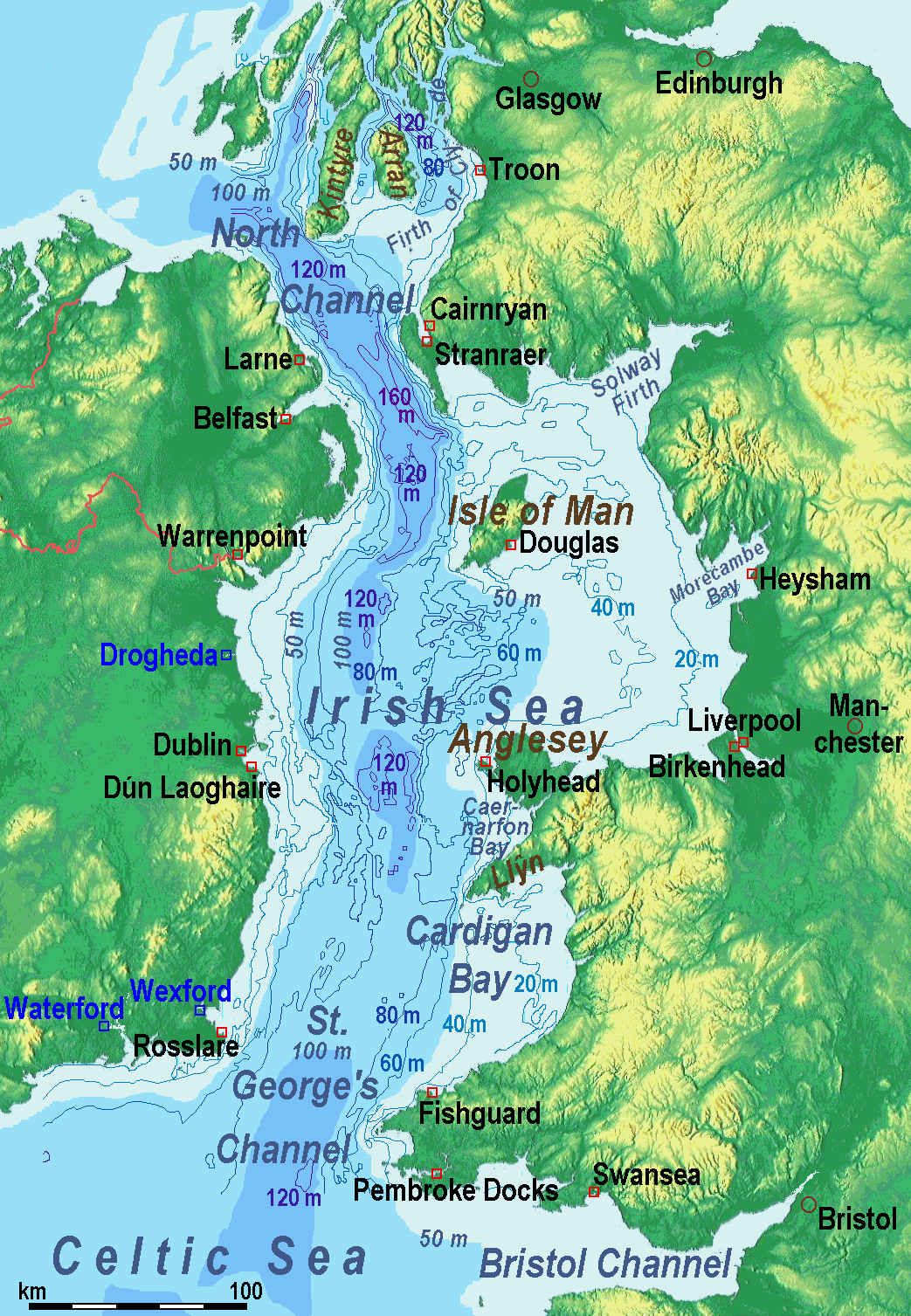
아일랜드해

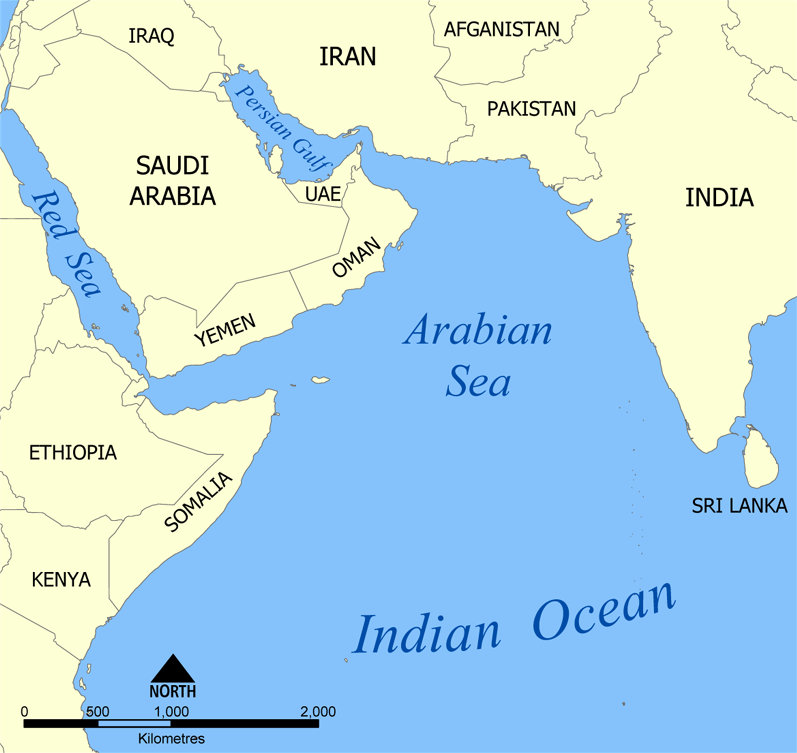
인도양의 연해인 아라비아해.

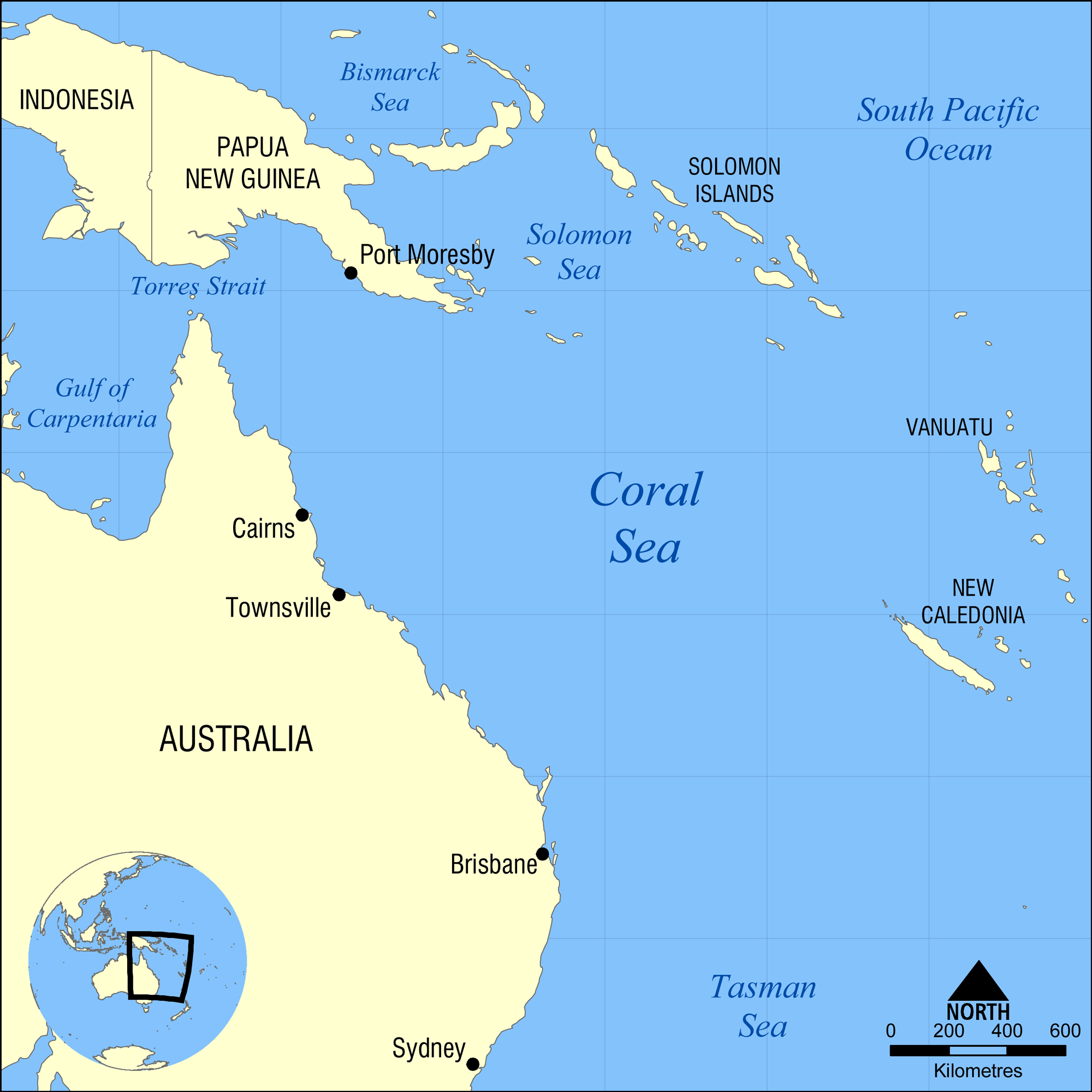
산호해

### 북극해
(시계 방향, 180°부터)
- 축치해
- 동시베리아해
- 랍테프해
- 카라해
- 바렌츠해 (카르스키예 해협으로 카라해와 연결)
  - 페초라해
  - 백해
- 퀸빅토리아해
- 반델해
- 그린란드해
- 링컨해 (IHO에서 인정하지만 IMO에서는 인정하지 않음)
- 배핀만
- 북서항로
  - 프린스구스타프아돌프해
  - 아문센만
- 허드슨만
  - 폭스만
    - 보우먼만

  - 웨이거만
  - 로스웰컴사운드만
  - 폭스 해협
  - 갓즈메르시만
  - 허드슨 해협
    - 웅가바만

  - 네이티브만
  - 에반스 해협
  - 피셔 해협
  - 제임스만
- 보퍼트해

### 대서양
아래 세 하위 문단에 나열된 연해 외에도, 북극해 자체도 때때로 대서양의 연해로 간주된다.

#### 아프리카 및 유라시아
- 노르웨이해
- 북해
  - 카테가트 해협
  - 스카게라크 해협
  - 바덴해
  - 도거 뱅크
- 발트해
  - 보트니아만
  - 크바르켄
  - 보트니아해
  - 남부 크바르켄
  - 올란드해
  - 핀란드 다도해
  - 핀란드만
    - 비보르크만
    - 네바만
    - 코포리예만
    - 루가만
    - 나르바만

  - 배이내메리해
  - 리가만
  - 쿠로니아 석호
  - 비스툴라 석호
  - 그단스크만
  - 포메라니아만
  - 슈체친 석호
  - 그라이프스발트만
    - 뤼기셰르보덴만

  - 스트렐라순드만
  - 뤼베크만
  - 킬만
  - 칼마르 해협
  - 하뇌만
  - 덴마크 해협
    - 외레순 해협
    - 페마른벨트 해협
    - 스토레벨트 해협
    - 릴레벨트 해협
- 영국 해협
  - 도버 해협
- 아일랜드해
- 켈트해
  - 이루아즈해
- 비스케이만
  - 칸타브리아해
- 카디스만
- 지중해
  - 알보란해
  - 보스포루스 해협
  - 다르다넬스 해협
  - 마르메노르만
  - 발레아레스해 (카탈루냐해)
    - 발렌시아만

  - 리옹만
    - 에탕드토만

  - 리구리아해
    - 제노바만
    - 생플로랑만

  - 티레니아해
    - 폴로니카만
    - 가에타만
    - 나폴리만
    - 살레르노만
    - 칼리아리만
    - 보니파시오 해협
    - 메시나 해협

  - 아드리아해
    - 코토르만
    - 크바르네르만
    - 드린만
    - 베네치아만
      - 트리에스테만
      - 베네치아 석호

    - 만프레도니아만

  - 이오니아해
    - 타란토만
    - 케르키라 해협
    - 암브라키코스만
    - 파트라스만
    - 코린토스만
    - 키파리시아만
    - 메시니아만
    - 라코니아만

  - 에게해
    - 미르토아해
    - 아르골리스만
    - 사로니코스만
    - 페탈리오이만
    - 남유베아만
    - 북유베아만
    - 말리아코스만
    - 파가세티코스만
    - 테르마이코스만
    - 트라키아해
      - 사로스만
      - 싱기티코스만
      - 스트리모니아만
      - 토로네오스만

    - 에드레미트만
    - 이즈미르만
    - 이카리아해
      - 괴코바만

    - 카르파티아해
    - 크레타만
      - 차니아만
      - 키사모우만
      - 미라벨로만
      - 수다만

  - 마르마라해[15]
    - 이즈미트만[15]

  - 레반트해
    - 안탈리아만
    - 알렉산드레타만

  - 리비아해
    - 시드라만

  - 가베스만
  - 시칠리아 해협
    - 튀니스만
    - 인랜드해

  - 사르데냐해
    - 아시나라만
- 흑해[15]
  - 부르가스만[15]
  - 카르키니트만[15]
  - 칼라미타만[15]
  - 아조프해[15]
    - 시바시[15]
    - 타간로크만[15]
- 아르갱만
  - 다클레트누아디부만
- 야우리만
- 기니만
  - 베냉만
  - 비아프라만
    - 코리스코만
- 루안다만
- 월비스베이
- 살단하만
- 테이블만
- 펄스만

#### 아메리카
(해안선 기준 북쪽에서 남쪽으로)
- 노스워터폴리냐
- 배핀만
- 데이비스 해협
  - 홈만
- 래브라도해
  - 컴버랜드 해협
  - 프로비셔만
- 세인트로렌스만
- 메인만
  - 펀디만
  - 매사추세츠만
  - 케이프코드만
- 낸터킷 해협
- 비니어드 해협
- 버저즈만
- 내러갠싯만
- 로드아일랜드 해협
- 블록아일랜드 해협
- 피셔스아일랜드 해협
- 롱아일랜드 해협
  - 셸터아일랜드 해협
  - 노야크만
  - 페코닉만
  - 가디너스만
  - 토바코롯만
  - 사그하버만
  - 스리마일하버
  - 롱비치만
  - 파이프스코브
  - 사우스홀드만
  - 플랑드르만
  - 네이페이그만
  - 포트폰드만
  - 노스시하버
- 뉴욕만
  - 어퍼뉴욕만
  - 로어뉴욕만
- 자메이카만
- 래리턴만
- 샌디훅만
- 델라웨어만
- 체서피크만
- 앨버말 해협
- 팸리코 해협
- 미국 지중해
  - 멕시코만
    - 플로리다만
    - 탬파만
    - 샬럿하버어귀
    - 펜서콜라만
    - 모빌만
    - 버밀리언만
    - 갤버스턴만
    - 캄페체만

  - 올드바하마 해협
  - 카리브해
    - 고나브만 (아이티)
    - 온두라스만
    - 모스키토스만
    - 베네수엘라만
      - 마라카이보호

    - 파리아만
    - 다리엔만
- 올세인츠만
- 구아나바라만
- 파투스호
- 아르헨티나해
  - 삼보롬본만
  - 산마티아스만
  - 골포누에보만
  - 산호르헤만

#### 북부 제도
(동쪽에서 서쪽으로)
- 아일랜드해 (그레이트브리튼섬과 아일랜드섬 사이)
- 스코틀랜드 서해안 내해
  - 헤브리디스해 (그레이트브리튼섬)
- 덴마크 해협 (그린란드와 아이슬란드 사이)
- 이르밍거해

### 인도양
- 안다만해
  - 마르타반만 – 미얀마 남부의 안다만해의 한 만
- 안통길만
- 아라비아해
  - 쿠치만
  - 캄바트만
  - 마시라만
  - 손미아니만
- 벵골만
  - 팔크만
  - 포크 해협
- 아덴만
- 오만만
- 라카디브해
  - 만나르만
- 마피아 해협
- 멘타와이 해협
- 모잠비크 해협
- 펨바 해협
- 페르시아만
  - 클라렌스 해협 (이란)
  - 쿠웨이트만
  - 바레인만
    - 살와만

  - 호르무즈 해협
- 홍해
  - 바브엘만데브 해협
  - 수에즈만
  - 아카바만
- 잔지해
- 티모르해
- 잔지바르 해협

### 태평양

#### 아메리카
- 베링해
  - 브리스틀만
  - 노턴만
- 칠레해
  - 코르코바도만
  - 페냐스만
  - 모랄레다 해협
  - 렐론카비사운드만
  - 칠로에해
- 알래스카만
  - 쿡만
  - 글레이셔만
  - 프린스 윌리엄 해협
- 산타카탈리나만
- 세일리시해
- 칼리포르니아만 (코르테스해라고도 알려져 있음)
- 파랄론스만
- 폰세카만
- 과야킬만
- 니코야만
- 파나마만
  - 산미겔만
  - 파리타만
  - 파나마만
- 그라우 해
- 샌프란시스코만
  - 산파블로만

#### 오스트레일리아 및 유라시아
- 오스트랄라시아 지중해
  - 아라푸라해
  - 발라박 해협
  - 발리해
  - 발리 해협
  - 반다해
  - 방카 해협
  - 술라웨시해
    - 모로만

  - 스람해
  - 다바오만
  - 플로레스해
  - 가스파르 해협
  - 카펀테리아만
  - 타이만
    - 반돈만
    - 방콕만
    - 캄퐁솜만

  - 보니만
  - 토미니만
  - 할마헤라해
  - 자와해
  - 카리마타 해협
  - 롬복 해협
  - 마두라 해협
  - 마카사르 해협
  - 말라카 해협
  - 말루쿠해
  - 민도로 해협
  - 옴바이 해협
  - 필리핀 내해
    - 발라얀만
    - 보홀해 (민다나오해라고도 알려져 있음)
    - 카모테스해
    - 세부 해협
    - 기마라스 해협
    - 레이테만
    - 루손해
    - 마닐라만
    - 라가이만
    - 사마르해
      - 카리가라만

    - 산베르나르디노 해협
    - 시부얀해
    - 수리가오 해협
    - 타블라스 해협
    - 타뇬 해협
    - 타야바스만
    - 비사얀해

  - 리아우 해협
  - 사우해
  - 남중국해
    - 차오안만
    - 다낭만
    - 다야만
    - 동산만
    - 푸터우만
    - 광아오만
    - 광하이만
    - 통킹만
      - 베이하이 해협
      - 하롱베이
      - 친저우만

    - 하이먼만
    - 하이탕만
    - 하이치친만
    - 홍하이만
    - 황마오해
    - 주저우양
      - 하우호이완
      - 동람마 해협
      - 프라이아 그란데 (마카오)
      - 서람마 해협

    - 레이저우만
    - 링가옌만
    - 루손 해협
    - 미르스만
    - 나투나해
      - 북나투나해

    - 충저우 해협
      - 하이커우만

    - 대만 해협
      - 메이저우만
      - 펑후 해협
      - 취안저우만
      - 웨이터우만
      - 샤먼만
      - 싱화만

    - 산야만
    - 선앤문만
    - 서필리핀해
    - 야룽만
    - 잔장만
    - 저린만
    - 전하이만

  - 조호르 해협
    - 싱가포르 해협

  - 술루해
    - 파나이만

  - 순다 해협
  - 티모르해
    - 조지프보나파르트만

  - 웨타르 해협
- 배스 해협
- 플렌티만
- 비스마르크해
- 산호해
  - 파푸아만
  - 토레스 해협
- 동중국해
  - 아리아케해
  - 딩하이만
  - 푸칭만
  - 하이탄 해협
  - 항저우만
  - 제주해협
  - 가고시마만
  - 미야코 해협
  - 뤄위안만
  - 오무라만
  - 오스미 해협
  - 다치바나만
  - 타이저우만
  - 야쓰시로해
  - 황해
    - 보하이해
      - 보하이만
      - 진저우만
      - 라이저우만
      - 랴오둥만

    - 다롄만
    - 경기만
    - 하이저우만
    - 자오저우만
    - 라오산만
    - 서조선만
    - 상고우만
    - 타오쯔만

  - 웨칭만
- 제4쿠릴해협
- 그레이트오스트레일리아만
- 하우라키만
- 호크스베이 지방
- 히토카푸만
- 코로해
- 쿠릴 해협
- 필리핀해
  - 알바이만
  - 드래곤 트라이앵글
  - 이세만
    - 미카와만

  - 라몬만
  - 라곤오이만
  - 산미겔만
  - 시부시만
  - 스루가만
  - 사가미만
  - 도사만
  - 도쿄만
    - 우라가 해협
- 포버티만
- 동해
  - 동조선만
  - 이시카리만
  - 라페루즈 해협
  - 무쓰만
  - 오키 해협
  - 표트르 대제만
    - 아무르만
    - 나홋카만
    - 우수리만

  - 사도 해협
  - 소야만
  - 타타르 해협
  - 쓰시마 해협
  - 도야마만
  - 쓰가루 해협
  - 와카사만
- 오호츠크해
  - 아니바만
  - 패티언스만
  - 쿠나시르 해협
  - 샨타르해
  - 셸리호프만
  - 우츠카야만
- 세토 내해
  - 벳푸만
  - 분고 수도
    - 호요 해협

  - 간몬 해협
  - 기이 수도
  - 기타나 해협
  - 나루토 해협
  - 오사카만
- 솔로몬해
- 스펜서만
- 태즈먼해
- 우치우라만
- 브리스 해협
- 와이하우만

### 남극해
- 아문센해
- 벨링스하우젠해
- 쿠퍼레이션해[c]
- 코스모노츠해[c]
- 데이비스해
- 뒤르빌해
- 드레이크 해협
- 킹하콘7세해[c]
- 라자레프해[c]
- 모슨해[c]
- 맥머도만
  - 맥머도만폴리냐만
- 리저-라르센해
- 로스해
- 스코샤해
- 스펜서만
- 소모프해[c]
- 웨들해
  - 웨들폴리냐/모드라이즈폴리냐

## 해류에 따라 정의된 바다
세계의 다른 모든 바다는 적어도 부분적으로 육지 경계에 의해 정의되는 반면, 해류에 의해서만 정의되는 바다는 단 하나뿐이다.
- 사르가소해 – 북대서양 환류를 형성하는 네 가지 해류에 의해 정의된 바다

## 포함되지 않음
세계 대양의 구분이 아닌 "바다"라고 불리는 실체는 이 목록에 포함되지 않는다. 제외되는 것은 다음과 같다.
- 호수, 연못 등
  - 이름에 "바다"가 포함된 염호: 아랄해, 사해, 카스피해, 솔턴호
  - 이름에 "바다"가 포함된 담수호: 갈릴래아호
  - 호수 내에서 식별된 수역(만, 해협 등)
- 환류
- 픽션, 종교 또는 신화에 나오는 바다

## 같이 보기
- 내해
- 지중해 (해양학)
- 해양학
- 태양계의 가장 큰 호수 및 바다 목록